# Rio Catu (vattendrag i Brasilien, Bahia)
Rio Catu är ett vattendrag i Brasilien.   Det ligger i delstaten Bahia, i den östra delen av landet, 1 100 km öster om huvudstaden Brasília.
Omgivningarna runt Rio Catu är huvudsakligen savann. Runt Rio Catu är det ganska tätbefolkat, med 72 invånare per kvadratkilometer.